# El Telèfon
El Telèfon és una muntanya de 679 metres que es troba al municipi de Vilanova de Sau, a la comarca d'Osona.